# 윌키 콜린스

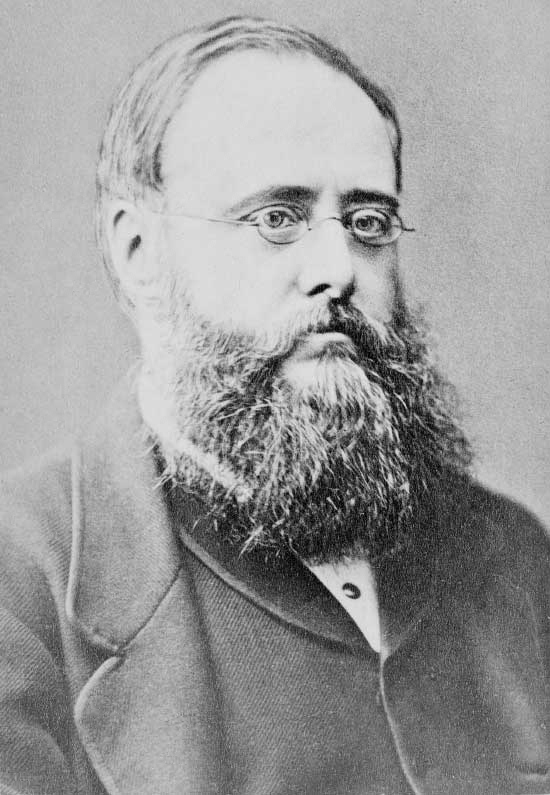

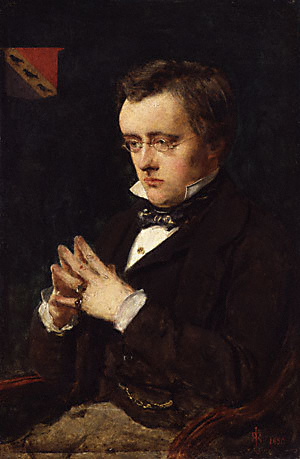
Wilkie Collins, 1850

윌리엄 윌키 콜린스(William Wilkie Collins, 1824년 1월 8일 ~ 1889년 9월 23일)는 특히 영국 최초의 현대 추리물로 간주되는 The Woman in White(1859년), The Moonstone(1868년) 작품으로 잘 알려진 잉글랜드의 소설가이자 극작가이다. 런던의 화가 윌리엄 콜린스에게서 태어난 그는 12세에 윌리엄 콜린스와 윌리엄 콜린스의 아내와 함께 이탈리어로 이사했으며 그곳에서 살다가 프랑스에서 2년을 거주한 다음 이탈리어와 프랑스어를 배웠다. 그의 첫 소설 안토니나(Antonina)가 1850년 등장한 이후 콜린스는 친구이자 멘토 찰스 디킨스를 만났다. 그의 작품 중 일부는 디킨스의 저널 Household Words와 All the Year Round에도 등장한다. 이들은 또한 드라마와 픽션에서도 협업했다. 콜린스는 재정적 안정을 얻었으며 1860년대에 국제적인 명성을 얻었으나 아편 중독으로 통풍에 걸려 그의 건강과 글쓰기는 1870년대와 1880년대에 퇴보하였다.